# Unterhöll (Weiden in der Oberpfalz)
Unterhöll ist ein Gemeindeteil der kreisfreien Stadt Weiden in der Oberpfalz im bayerischen Regierungsbezirk Oberpfalz.

## Geographische Lage
Unterhöll liegt 2,3 km südwestlich von Letzau, 4 km südöstlich von Weiden in der Oberpfalz und 700 m nordwestlich von Muglhof
zwischen der Staatsstraße 2166 im Nordosten und der Bundesstraße 22.
Unterhöll befindet sich im unteren Ende des Hölltales, das sich von Letzau nach Südwesten bis nach Bechtsrieth erstreckt.
Unterhöll liegt am Gleitsbach, der durch das Hölltal nach Bechtsrieth fließt und südlich von Engleshof in die Luhe mündet.

## Geschichte
Zunächst wurde nicht zwischen Ober-, Mitter- und Unterhöll unterschieden.
Alle drei Siedlungen im Hölltal bildeten die Gemeinde Höll, auch als Höllmühle oder Mühle in der Höll bezeichnet.
In Unterhöll befand sich vom 15. bis zum 17. Jahrhundert ein Eisenhammer, der vom Wasser des Gleitsbachs betrieben wurde.
Im Jahr 1553 wurde der Wald Die Höll bei Letzau in einem Vertrag zwischen Ulrich von Heideck und Willibald von Wirsberg zu Waldthurn genannt.
Eine Mühle zu Letzau, womit die Höllmühle gemeint war, wurde bereits in den statistischen Beschreibungen von 1630, 1666, 1743 und 1806 erwähnt.
Anfang des 19. Jahrhunderts gehörte Höllmühle zu Letzau, während Unterhöll zu Muglhof gehörte. Unterhöll war Teil des 1808 gebildeten Steuerdistrikt Muglhof.
Der Steuerdistrikt Muglhof bestand aus den Dörfern Matzlesrieth, Muglhof, Oedenthal und den Einöden Ober-, Mitter- und Unterhöll.
So gehörten von 1818 bis 1830 Ober-, Mitter- und Unterhöll zu Muglhof. Zur Bildung der Gemeinde Muglhof kam es 1821 und im Jahre 1830 wurde die Gemeinde Trauschendorf mit Oedenthal
und im Jahre 1838 die Gemeinde Matzlesrieth nach Muglhof eingemeindet. Im gleichen Jahr wurde das Landgericht Weiden in der Oberpfalz gebildet.
Dabei gelangte Unterhöll mit der Gemeinde Muglhof aus dem Landgericht Vohenstrauß zum Landgericht Weiden.
Im Zuge der Gebietsreform in Bayern 1972 kam Unterhöll als Teil der Gemeinde Muglhof in die kreisfreie Stadt Weiden.

### Einwohnerentwicklung in Unterhöll von 1861 bis 2022
| Jahr | Einwohner | Gebäude | Wohngebäude |
| ---- | --------- | ------- | ----------- |
| 1861 | 15        | 2       |             |
| 1871 | 14        | 7       |             |
| 1885 | 19        |         | 4           |
| 1900 | 20        | 4       |             |
| 1913 | 16        | 4       |             |
| 1925 | 20        | 3       |             |

| Jahr | Einwohner | Gebäude | Wohngebäude |
| ---- | --------- | ------- | ----------- |
| 1950 | 19        | 3       |             |
| 1961 | 18        | 3       |             |
| 1970 | 12        | 3       |             |
| 1987 | 10        | 3       |             |
| 2011 | 10        | 3       |             |
| 2022 | 6         | 3       |             |